# マヌエル・サンチス・マルティネス
マヌエル・サンチス・マルティネス（Manuel Sanchís Martínez, 1938年3月26日 - 2017年10月28日）は、スペイン・バレンシア州・アルベリケ出身の元同国代表サッカー選手、元サッカー指導者。ポジションはディフェンダー。
同じくスペイン代表やレアル・マドリードで活躍したマヌエル・サンチス・オンティジュエロは息子にあたる。

## 経歴
CDコンダルやレアル・バリャドリード、レアル・マドリードなどでプレーし、コルドバCFで引退した。レアル・マドリードでは、UEFAチャンピオンズカップを始め、4度のリーグ優勝、コパ・デル・レイの獲得に貢献した。またスペイン代表として1966 FIFAワールドカップに参加した。
2017年10月28日、死去。79歳没。

## タイトル
- レアル・マドリード
  - UEFAチャンピオンズカップ 1965-66
  - リーガ・エスパニョーラ 1965, 1967, 1968, 1969
  - コパ・デル・ヘネラリシモ 1970